# Atomaria lapponica
Atomaria lapponica is een keversoort uit de familie harige schimmelkevers (Cryptophagidae). De wetenschappelijke naam van de soort werd in 1978 gepubliceerd door Johnson.